# Снюс

Порционный ароматизированный снюс, мини-порция

Снюс — вид некурительного табачного изделия. Представляет собой измельчённый увлажнённый табак, который помещают между верхней (реже — нижней) губой и десной на длительное время — от 30 до 60-70 минут (по данным производителей, от 5 до 30 минут). При этом никотин из табака поступает в организм.
Снюс относится к бездымному табаку (в эту группу входят также сухой и влажный снафф, жевательный табак и пр.). Характеризуется как разновидность влажного снаффа с высоким содержанием никотина и низким содержанием канцерогенов. Он известен в Швеции с 1637 года. В основном он производится и употребляется именно в этой стране (поэтому часто называется шведским снюсом).
В ЕС (кроме Швеции) с 1992 года запрещена продажа снюса, хотя его применение не ограничено. В Швеции и Норвегии снюс продаётся легально.
Снюс представлен в России с 2004 года. Несмотря на попытки запрета снюса (запрет всех видов некурительного табака был предусмотрен представленным к первому чтению вариантом табачного закона зимой 2012/13 года), он продолжал продаваться. Окончательный запрет снюса в России введен в декабре 2015 года поправками к закону «Об охране здоровья граждан от воздействия окружающего табачного дыма и последствий потребления табака» и КоАП, предусматривающими штрафы за его продажу. Однако начиная с февраля 2016 года, снюс начинают ввозить в Россию под видом жевательного табака, соответственно и запрет на его продажу не распространяется.
С 2006 года местные сорта снюса появились в США, где были встречены с интересом. Однако американский снюс отличается от шведского по ряду признаков: некоторые полагают, что он не может называться снюсом.

## Виды снюса

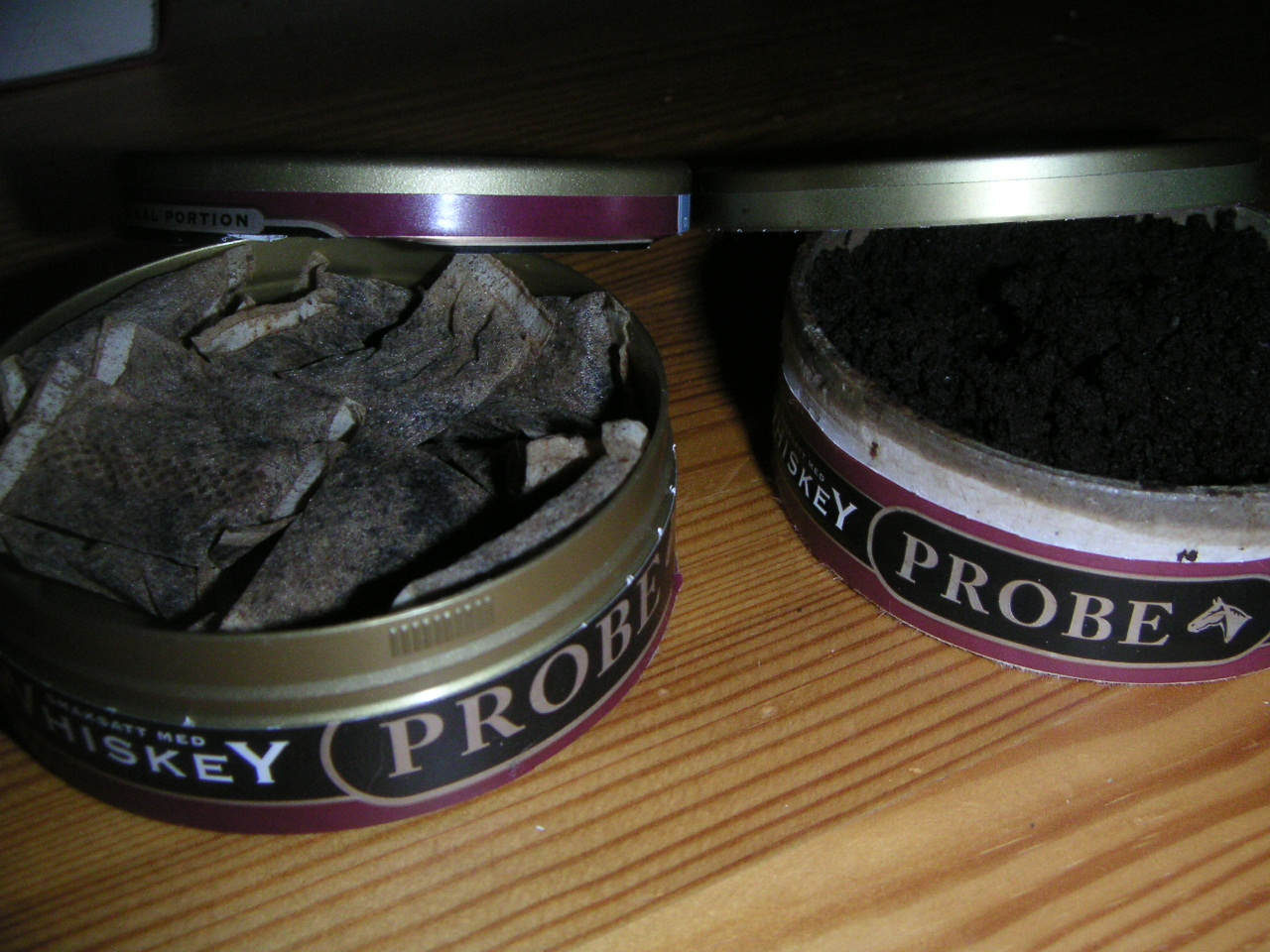
Порционный (слева) и рассыпной снюс

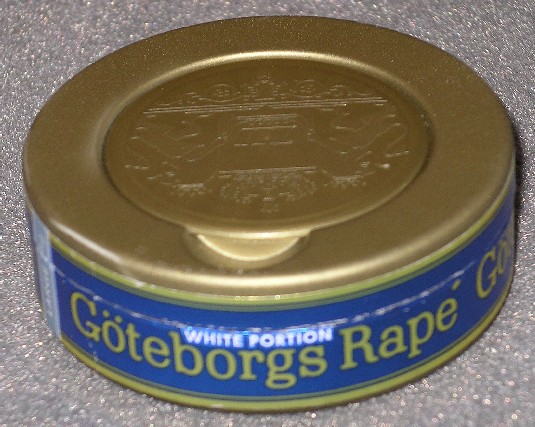
Упаковка порционного снюса. Сверху — крышечка отделения для использованных пакетиков

Снюс по виду упаковки бывает двух видов: порционный — запакован в пакетики наподобие чайных разного веса (от 0,3 до 2 грамма) — и рассыпной (нефасованный). В Швеции 59 % употребляющих снюс предпочитают порционный, 38 % — рассыпной, остальные используют и тот и другой.

### Порционный снюс
Порционный считается более удобным для новичков. Он, как правило, продаётся в пластиковых контейнерах с небольшим отделением на верхней крышке для использованных пакетиков. Порционный снюс появился на рынке в 1970-х.
Порционный снюс различается по размерам порции. «Мини» — 0,4 г, «большой (обычный)» — 0,8-1 г, «макси» — 1,5-2 г. Обычно порционный снюс более мелкой фасовки содержит меньше воды.
Большинство мужчин, употребляющих порционный снюс, предпочитают стандартные порции по 1 г, среди женщин популярность мини-порций выше.
Порционный снюс различается по цвету пакетика. Основные — коричневый (окрашивается табаком при дополнительном опрыскивании водой на последнем этапе производства) и белый. Большинство мужчин предпочитают коричневый цвет, большинство женщин — белый.

### Рассыпной снюс

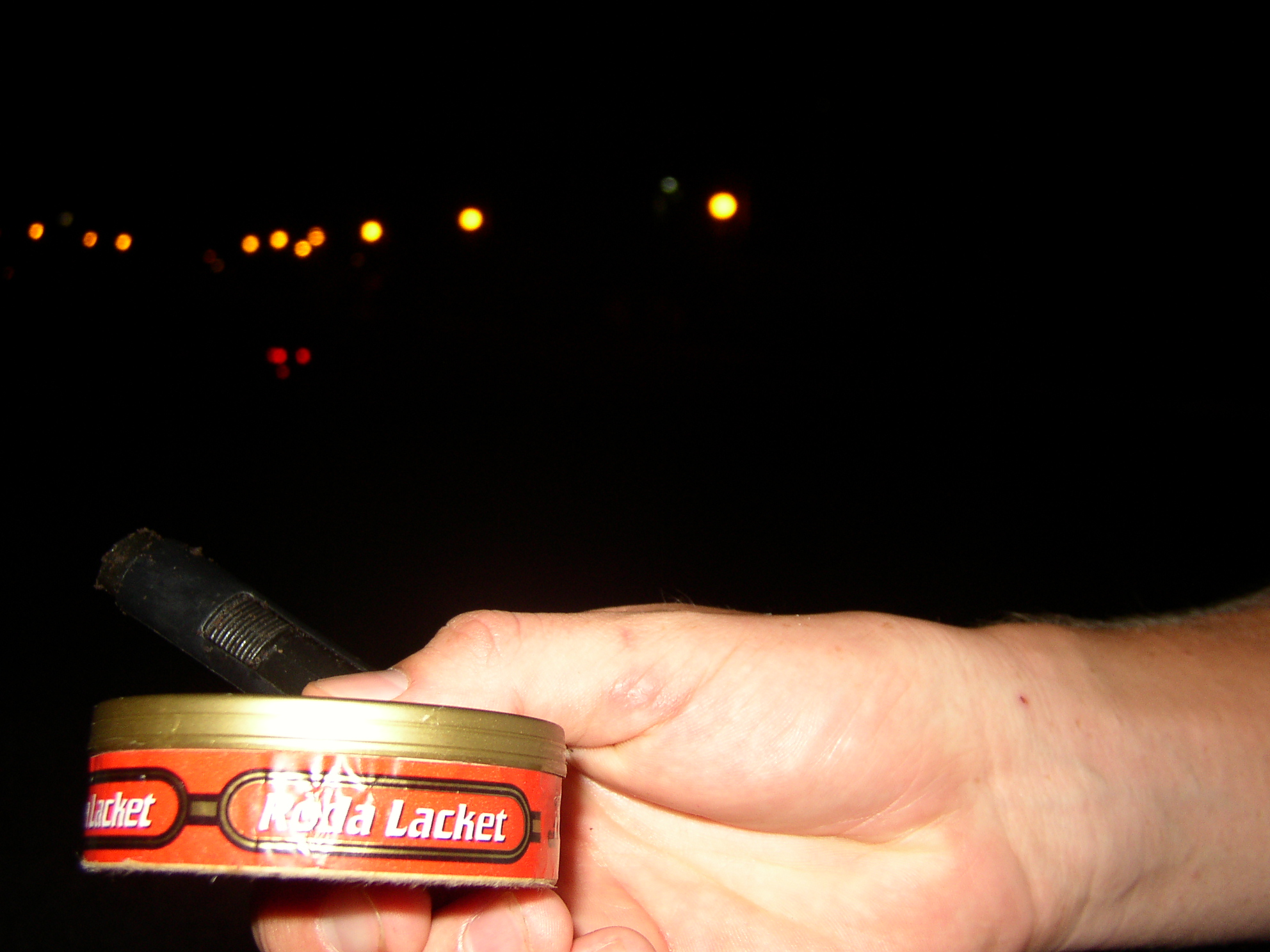
Коробка рассыпного снюса и дозатор

Рассыпной снюс продаётся в коробках из плотного вощёного картона с пластиковой крышкой. Он удобен тем, что можно взять любую порцию снюса и не зависеть от фабричной фасовки. Обычно он употребляется порциями по 1-2 грамма. Для введения под губу из рассыпного снюса пальцами формируют комок, для этой цели существует и специальное приспособление (дозатор).

### Ароматизированный снюс
Значительная часть снюса выпускается без добавления ароматизаторов и имеет вкус и запах табака. Существуют сорта снюса с ароматизаторами, такими как: эвкалипт, ментол, лакрица, виски, мята, дыня, малина, лаванда, бергамот, чёрная смородина. Чаще можно найти ароматизированный порционный снюс.

### Бестабачный снюс
Изготавливается из растительного сырья (древесных волокон, трав) с добавлением ароматизаторов и никотина. Получил распространение в России после запрета табачного изделия.

## Действие
Подобно сигаретам, действие снюса основано на введении никотина в организм. Несмотря на большее, чем в курительном табаке, массовое содержание никотина, количество получаемого организмом никотина примерно то же, что и при курении. Через полчаса в венозной крови определяется повышение его уровня до 15 нг/мл, затем — длительное «плато» на уровне 30 нг/мл. В то же время никотин при использовании снюса всасывается медленнее и отсутствует характерный для ингаляционного пути введения пик. Конкретная марка, количество снюса, pH могут оказывать влияние на эти значения.
Снюс вызывает никотиновую зависимость, и нет никаких оснований утверждать, что она меньше или больше, чем зависимость от курения.
К преимуществам снюса можно отнести то, что он даёт возможность получать никотин в тех местах, где курение запрещено (например, в самолёте при длительных перелётах, в шахтах и других местах, где в воздухе может находиться взрывоопасный газ).

## Употребление снюса
Снюс потребляется в основном в Швеции. По данным на 2007 год, снюс в стране употребляют 24 % мужчин и 3 % женщин. Популярность снюса растёт: так, в 1999 году эти числа составляли 19 % и 1 % соответственно. При этом среди мужчин популярность снюса выше, чем популярность сигарет.
В Швеции 59 % употребляющих снюс предпочитают порционный, 38 % — рассыпной, остальные используют и тот и другой. Для мужчин эти числа составляют 54 % и 42 %, для женщин — 93 % и 6,5 %.
Частота употребления снюса совершеннолетними практически не зависит от возраста, однако с возрастом отмечается увеличение популярности рассыпного снюса.
По данным исследователей, в среднем в день употребляется 11-12 г порционного снюса или 29-32 г рассыпного.
Около 90 % употребляющих порционный снюс используют одновременно только один пакетик, остальные — 2 и более.
Среднее время использования разовой порции снюса составляет чуть больше часа (для женщин немного меньше). В течение дня общее время использования снюса составляет 10-12,5 часов для мужчин и 7,5 часов для женщин.
Большинство размещают снюс под верхней губой (96 % для порционного и 99 % для рассыпного снюса). При этом многие (особенно при использовании порционного снюса — 36 %) в течение времени использования разовой порции перемещают её во рту.
Девять из 10 употребляющих снюс не использует другие табачные продукты, такие как сигареты, даже время от времени.

## Технология и состав

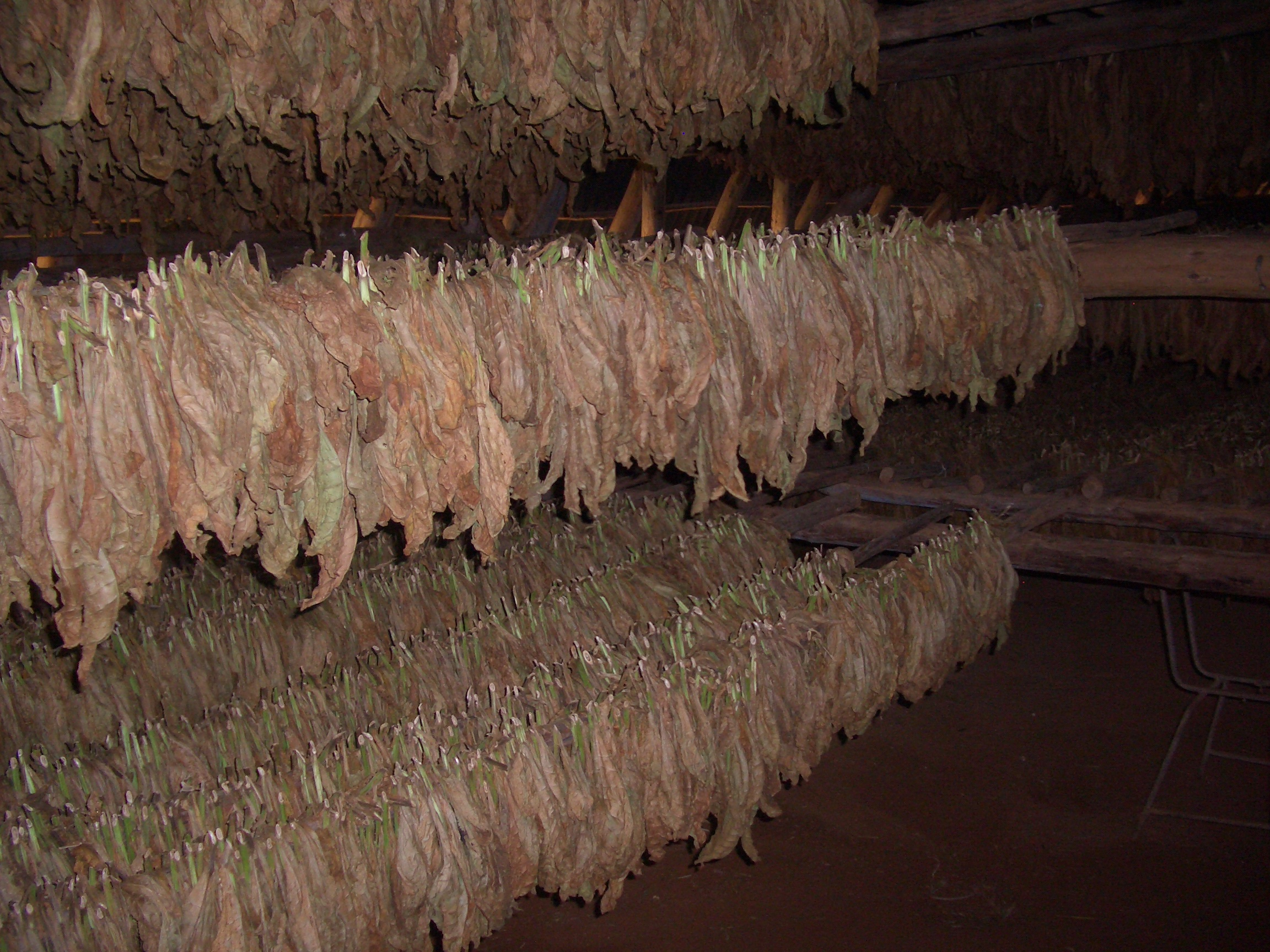
Табак для снюса сушится в естественных условиях

Основными составляющими снюса являются табак, вода, поваренная соль, сода. Содержание воды: 35-60 %, поваренной соли — 1,5-3,5 %, увлажняющих веществ — 1,5-3,5 %, соды — 1,2-3,5 %, ароматизаторов — менее 1 %. Кислотность снюса составляет pH 7,8-8,5, в последние годы снюс стал менее щелочным (традиционно в разные виды жевательного и сосательного табака добавляют вещества с щелочной реакцией для облегчения проникновения никотина в ткани).
Содержание никотина в снюсе — 5-11 мг/г сухого веса.
В отличие от традиционного американского влажного снаффа, технология изготовления снюса предусматривает щадящую обработку для уменьшения образования канцерогенов, в частности N-нитрозаминов. Для снюса выбираются сорта табака высушенные на воздухе и солнце, а не прямым нагреванием (в отличие от влажного снаффа).
После высушивания листья табака измельчают, добавляют воду и другие компоненты, затем массу подвергают нагреванию паром в течение 24-36 часов для уничтожения микроорганизмов (при температуре 100 °C), после чего пакуют. Тщательное уничтожение бактерий, как считают учёные, также обеспечивает значительное снижение уровня канцерогенов.
Содержание N-нитрозаминов по специфическим соединениям (на 1 г): N'-нитрозонорникотин (NNN) — 5-9 мкг; 4-(метилнитрозамино)-1-(3-пиридил)-1-бутанон (NNK) — 1-2 мкг; N'-нитрозоанатабин (NAT) — 2-5 мкг. Это заметно ниже значений для американского снаффа, а тем более для азиатских и африканских видов бездымного табака. Более того, в отличие от курильщиков у потребителей снюса не выявлено значимого увеличения концентрации N-нитрозаминов в организме.
Снюс рекомендуется хранить при температуре от 0 °C до 10 °C. Однако исследования показывают, что длительное (до 20 недель) хранение снюса при температуре от −20 °C до +23 °C и даже полугодовое хранение при комнатной температуре не вызывает существенного повышения содержания канцерогенов, в то время как это наблюдается среди марок американского влажного снаффа.

## Влияние на здоровье
Вследствие этого снюс позиционируется как относительно безопасная замена сигаретам, хотя и не является альтернативой полному отказу от табака. Некоторые исследования показывают, что снюс в 10-100 раз менее вреден, чем сигареты. Предполагается, что снюс может быть эффективно использован в стратегии снижения вреда от курения. Однако эти инициативы встречают сопротивление у активистов борьбы с курением, которые утверждают, что никотин опасен сам по себе. Некоторые учёные полагают, что эти заявления безответственны.
Снюс вызывает неопухолевые поражения слизистой оболочки ротовой полости практически в 100 % случаев. Ткани, однако, возвращаются к норме после прекращения приёма снюса. Возможно развитие заболеваний дёсен, чаще всего — рецессия десны (то есть смещение уровня десны с обнажением корня зуба). Также продемонстрирована вероятная роль снюса в образовании кариеса. Полагают, что снюс, как и курение, негативно сказывается на течении беременности.
В то же время, в настоящий момент нет убедительных доказательств связи между употреблением снюса и развитием опухолей ротовой полости, лёгких, желудочно-кишечного тракта, почек, предстательной железы и лёгких. В отдельных исследованиях прослеживается повышение риска рака поджелудочной железы: до 8,8 на 100 000 человек против 3,3 на 100 000 среди не потребляющих табак. Однако в других случаях такой связи не находят.
Несколько исследований связывают снюс и несколько более высокую вероятность болезней сердечно-сосудистой системы, главным образом ишемической болезни сердца и артериальной гипертензии, однако эти данные не находят подтверждения в других исследованиях. Также нет данных о том, что употребление снюса способствует инсультам и поражению периферических отделов кровеносной системы. Биохимические данные не подтверждают участие снюса в развитии атеросклероза.
Не существует доказательств, что снюс повышает вероятность развития хронических болезней органов дыхания, так характерных для курильщиков. Данные о повышении риска развития сахарного диабета 2-го типа противоречивы, такая связь прослеживается в одних работах, но отвергается другими.
Исследование, в котором анализировались ранние маркеры заболеваний сердечно-сосудистой системы на примере группы из 1600 здоровых норвежцев, показало, что эндотелиальная функция сосудов снижена у потребителей снюса, особенно тех, кто ведет неактивный образ жизни. По изученному показателю, который может предвещать развитие заболеваний сердечно сосудистой системы за годы до их проявления, потребители снюса оказались на том же уровне, что и курильщики.
Исследователи обращают внимание, что многие научные работы, посвящённые снюсу, не принимают во внимание сопутствующие факторы, такие как употребление алкоголя, уровень образования, уровень жизни, профессиональные вредности и др. Это может отражаться на правильности выводов как в пользу снюса, так и в противоположную сторону. В любом случае все исследователи этого вопроса сходятся на том, что риск от употребления снюса существенно меньше риска от курения.
Большинство популяционных исследований рассматривают последствия употребления снюса на протяжении десятков лет, при этом известно, что за последние годы содержание вредных веществ в снюсе уменьшено.
В то же время делать окончательный вывод о степени опасности снюса нельзя, исследователи обращают внимание лишь на то, что в настоящий момент имеется мало данных, которые свидетельствуют о том, что снюс вызывает опасные для жизни заболевания.

## Снюс в борьбе с курением
В Швеции за последние четверть века число курящих значительно снизилось. Оно остаётся самым низким в Европе. Фактически, Швеция — единственная европейская страна, которая добилась декларированной ВОЗ цели снижения числа курящих ниже 20 % населения к 2000 году.
Так, если в 1976 году ежедневно курили 40 процентов мужского населения, то в 2002 — 15 %. Для женщин этот показатель снизился с 34 до 20 процентов. При этом снюс сегодня используют 24 % мужчин и 3 % женщин. В некоторых районах, где снюс более популярен (на севере Швеции) до 6 % женщин употребляют снюс. Есть данные, что тенденция замещения сигарет снюсом сохраняется.
Многие учёные уверены, что снижение популярности сигарет произошло именно благодаря популяризации снюса. Одновременно зарегистрировано снижение частоты рака лёгких и инфаркта миокарда среди мужчин. Темп снижения частоты этих заболеваний опережает характерный для других развитых стран, где курение продолжает оставаться основным способом получения никотина.
Исследования также показали, что вероятность того, что употребляющий снюс в будущем будет курить равна 20 %, в то время как для человека, не употреблявшего табак, шанс составляет 43 %.

## Легальный статус
Население ЕС (за исключением Швеции) не может свободно покупать снюс, так как его продажа запрещена европейскими законами. Эти законы были приняты в 1993 году после рассмотрения публикации экспертов ВОЗ от 1985 года о потенциальном вреде снюса для здоровья и несмотря на мнение специалистов о неубедительности выводов. Швеция специально оговаривала легализацию снюса в стране как условия пребывания в ЕС, её представители также неоднократно выступали с предложениями об отмене закона, но они не были услышаны. Между тем, другие варианты бездымного табака могут свободно продаваться в ЕС, несмотря на то, что они признаны куда более вредными для здоровья.
Несмотря на запрет на продажу снюса, в некоторых странах он остаётся популярным. Так, в Финляндии 5 % мужчин употребляют снюс, ввозя его самостоятельно из сопредельных государств.
Аналогичная ситуация сложилась в Австралии, где продажа снюса запрещена, но раздаются голоса учёных, считающих, что снюс может снизить процент курящих и способствовать улучшению здоровья населения.

## Снюс в России
Снюс был разрешен в России до 22 декабря 2015 года, после чего попал под запрет после принятия соответствующего закона.
Как отмечалось, снюс в России представлен с 2004 года, однако с конца 2009 года из-за изменения законодательства в сфере регуляции оборота табачных продуктов (Технический регламент на табачную продукцию, 268-ФЗ от 22.12.2008), снюс повсеместно исчез из продажи в специализированных табачных магазинах. Чуть позже снюс стал вновь появляться в табачных магазинах, уже снабженный акцизными марками в соответствии с новыми требованиями закона. Его ассортимент значительно изменился. По состоянию на конец 2012 года в России присутствовали продукты четырёх производителей снюса.
Судьба снюса в России ставится под сомнение в связи с деятельностью антитабачных активистов, которые видят в запрете снюса и других бездымных видов табака маленький шаг к победе над курением вообще. Зимой 2012-13 годов Госдума рассматривала законопроект, в значительной степени меняющий государственную политику в отношении табачных изделий. Законопроект, представленный к первому чтению, предусматривал полный запрет на продажу некурительных табачных изделий, в том числе снюса, однако этот пункт исчез ко второму чтению. Среди поправок ко второму чтению было подготовлено несколько вариантов изменений, затрагивающих судьбу некурительных табачных изделий, однако в окончательный текст попал лишь запрет насвая.
Запрет на продажу снюса был введен в Республике Татарстан. 24 ноября 2014 года подписано постановление Кабинета Министров РТ о запрете оптовой и розничной торговли некурительными табачными изделиями на всей территории региона.
В декабре 2015 года Госдума приняла закон, который устанавливает запрет на оптовую и розничную торговлю сосательным табаком (снюсом). Изначально законодатели приняли в первом чтении законопроекта норму, которая позволяла регионам устанавливать дополнительные ограничения торговли (другими) некурительными табачными изделиями, в том числе вводить полный запрет на их розничную продажу. В ходе работы над текстом эта поправка была исключена.
После установления запрета в 2015 году снюс стали ввозить и продавать под видом жевательного (некурительного) табачного изделия. Таким образом, сейчас его можно свободно приобрести почти в любом городе страны.
В конце 2019 года в прессе стала широко обсуждаться проблема распространения снюса среди подростков. В СМИ появляется информация о случаях, когда после употребления снюса школьники попадали в реанимацию, а также о смерти несовершеннолетнего, причиной которого родители считают употребление снюса. В результате этого премьер-министр Дмитрий Медведев поручил МВД пресечь продажу никотиносодержащих смесей. Это привело к исчезновению аналогов снюса из табачных магазинов. Однако законопроект, вводящий запрет на федеральном уровне, пока не принят.

## Американский снюс
С 2006 года международные табачные компании стали выпускать для американского рынка снюс под брендами известных сигарет, такими как Marlboro, Camel, Lucky Strike. Он отличается от традиционного американского влажного снаффа и, так же, как и шведский снюс, имеет пониженное содержание канцерогенов.
Однако исследователи обратили внимание на некоторые отличия этих продуктов. Они расфасованы в более мелкие пакетики, в них меньше влаги, что более важно, несмотря на одинаковое массовое содержание никотина. Американский снюс менее щелочной, соответственно, доступность никотина для всасывания ниже. Это подтвердилось и экспериментальными данными.
Таким образом, американский снюс относится к продуктам с низким содержанием никотина и вряд ли сможет удовлетворить потребности человека, зависимого от никотина. Эксперты предположили, что таким образом производители американского снюса пытаются дискредитировать шведский снюс в глазах потенциального потребителя, хотя и не исключают, что если снюс окажется востребованным, в дальнейшем он может быть приведён в соответствие с шведскими стандартами.
Учёные предлагают не использовать термин снюс для американских аналогов.
Продажа и реклама снюса в США обязана сопровождаться одним из трёх уведомлений потребителя:
- «Не является безопасной заменой сигарет»,
- «Может вызвать рак ротовой полости»,
- «Может вызывать болезнь дёсен и потерю зубов».